# Ligne de fortifications Sainte-Marguerite

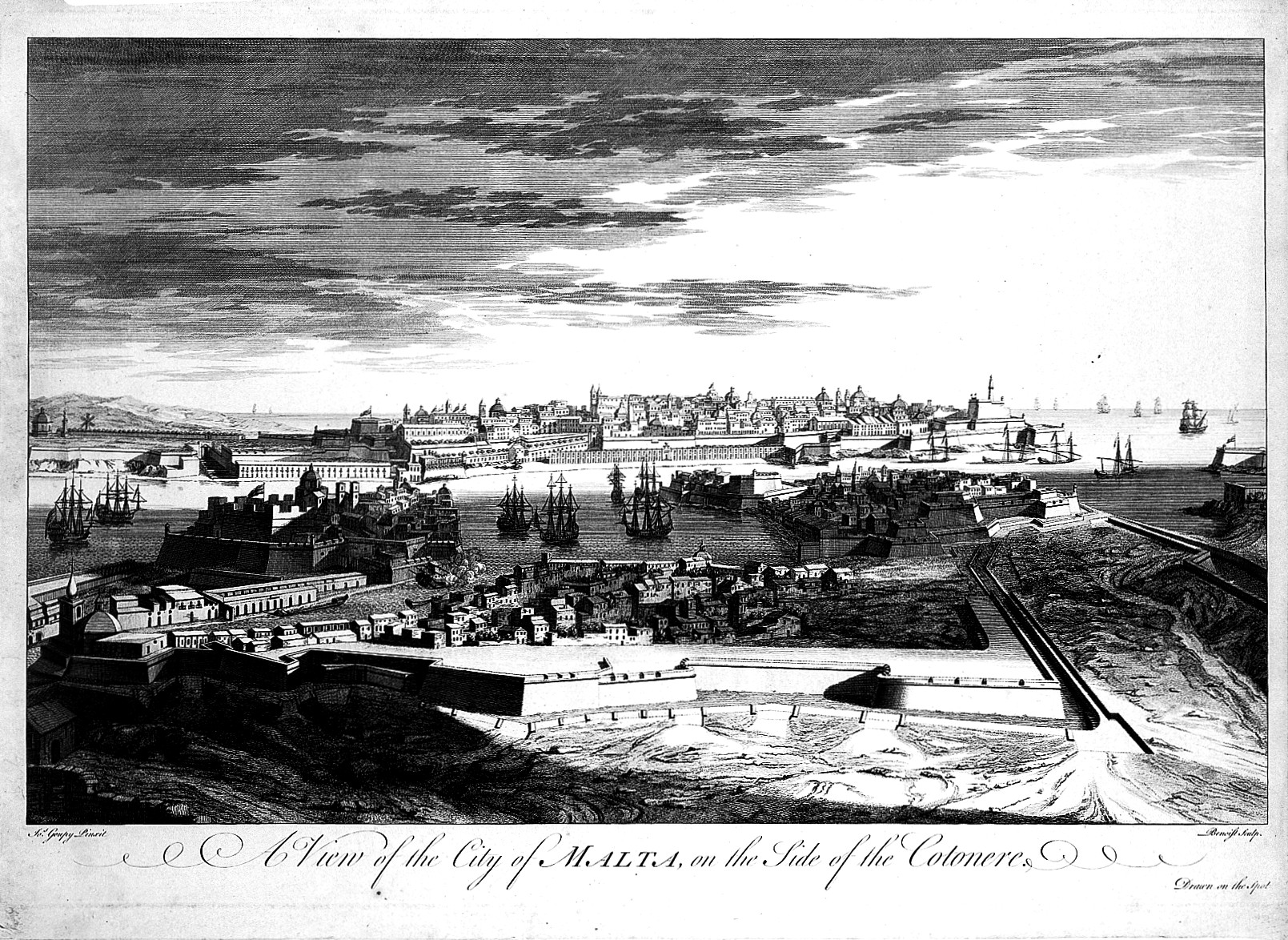
Ligne de fortifications Sainte-Marguerite en c.1725

La ligne de fortifications Sainte-Marguerite (en maltais is-Swar ta’ Santa Margerita ou is-Swar ta’ Firenzuola et Margherita Lines en anglais) est une ligne de fortifications à Malte qui englobe les villes de Il-Birgu et Senglea. Ces fortifications sont réalisées par l'ingénieur Firenzuola en 1638 à la demande du grand maître Jean-Paul de Lascaris-Castellar. Elle est construite sur les collines Sainte-Marguerite pour éviter que les deux villes ne soient prises sous le feu d'une artillerie installée sur ces hauteurs comme pendant le Grand Siège de Malte en 1565.
L'intérieur de ces fortifications donne naissance à la ville de Bormla.